# Cot Raya
Cot Raya är en kulle i Indonesien.   Den ligger i provinsen Aceh, i den västra delen av landet, 1 700 km nordväst om huvudstaden Jakarta. Toppen på Cot Raya är 35 meter över havet.
Terrängen runt Cot Raya är platt. Havet är nära Cot Raya åt nordost. Runt Cot Raya är det ganska tätbefolkat, med 129 invånare per kvadratkilometer. Närmaste större samhälle är Lhokseumawe, 5,9 km öster om Cot Raya. Runt Cot Raya är det i huvudsak tätbebyggt.